# Andreas Bieberstedt
Andreas Bieberstedt (* 1969 in Eisenach) ist ein deutscher Germanist.

## Leben
Er studierte an der Universität Rostock und University College Cork. Nach der Promotion 2002 im Bereich germanistische Mediävistik war er von 2003 bis 2009 wissenschaftlicher Mitarbeiter an der Universität Hamburg. Seit 2009 ist er W2-Professor für niederdeutsche Sprache und Literatur am Institut für Germanistik der Universität Rostock.

## Schriften (Auswahl)
- Die Übersetzungstechnik des Bremer Evangelistars. Eine syntaktisch-stilistische Analyse unter Einbeziehung von Vergleichsübersetzungen des 14. bis frühen 16. Jahrhunderts. Berlin 2004, ISBN 3-11-018125-8.
- Textstruktur, Textstrukturvariation, Textstrukturmuster. Lübecker mittelniederdeutsche Testamente des 14. und 15. Jahrhunderts. Wien 2007, ISBN 3-7069-0438-1.
- als Herausgeber mit Ingrid Schröder und Jürgen Ruge: Hamburgisch. Struktur, Gebrauch, Wahrnehmung der Regionalsprache im urbanen Raum. Frankfurt am Main 2016, ISBN 3-631-67389-2.
- als Herausgeber mit Birte Arendt und Klaas-Hinrich Ehlers: Niederdeutsch und regionale Umgangssprache in Mecklenburg-Vorpommern. Strukturelle, soziolinguistische und didaktische Aspekte. Frankfurt am Main 2017, ISBN 3-631-71824-1.